# Kugeltensor

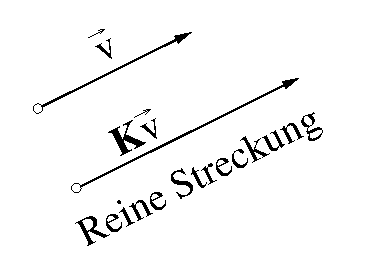
Abb. 1: Abbildung eines Vektors durch einen Kugeltensor.

Kugeltensoren, Axiatoren oder sphärische Tensoren sind in der Kontinuumsmechanik Tensoren, die proportional zum Einheitstensor zweiter Stufe sind; sie sind daher geeignet, Vektoren wie in Abb. 1 dargestellt zentrisch zu strecken. Der Kugel- oder sphärische Anteil eines Tensors T ist der Kugeltensor sph(T) = TK, der dieselbe Spur wie der Tensor T besitzt.
Kugeltensoren treten in der Kontinuumsmechanik bei allseitigem, hydrostatischem Druck oder bei in allen drei Raumrichtungen gleichförmiger Expansion oder Kompression eines Körpers auf. Sie werden daher zur Modellierung des Materialverhaltens unter diesen Bedingungen benutzt.

## Definition
Kugeltensoren sind Tensoren zweiter Stufe {\displaystyle \mathbf {T} }, die das {\displaystyle \lambda \in \mathbb {R} } fache des Einheitstensors {\displaystyle \mathbf {1} } sind:
{\displaystyle \mathbf {T} :\quad \mathbf {T} =\lambda \mathbf {1} }.
Der Kugelanteil eines Tensors T wird mit einem hochgestellten "K" oder "sph" bezeichnet:
{\displaystyle \mathbf {T} ^{\mathrm {K} }=\mathrm {sph} (\mathbf {T} ):={\frac {\mathrm {Sp} (\mathbf {T} )}{\operatorname {Sp} (\mathbf {1} )}}\mathbf {1} ={\frac {\mathrm {Sp} (\mathbf {T} )}{3}}\mathbf {1} }.
Die Spur "Sp" des Einheitstensors 1 ist gleich der Dimension des zugrunde gelegten Raumes, hier und im Folgenden gleich drei.

## Expansion und Kompression

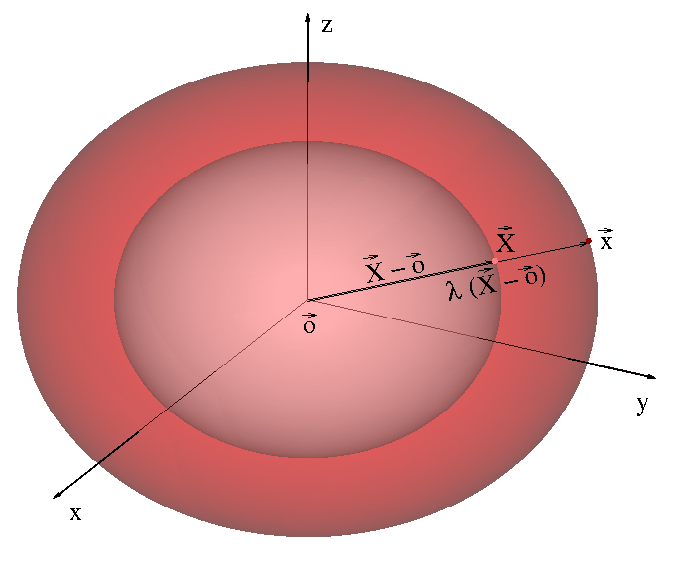
Abb. 2: Expansion einer Kugel

Wie eingangs erwähnt treten Kugeltensoren bei in allen drei Raumrichtungen gleichförmiger Expansion oder Kompression eines Körpers auf, die wie folgt beschrieben werden kann. In der Kontinuumsmechanik gibt die Bewegungsfunktion {\displaystyle {\vec {x}}={\vec {\chi }}({\vec {X}},t)} den Ort {\displaystyle {\vec {x}}} an, an dem zur Zeit t ein Partikel ist, das zu einer definierten Zeit t0 am Ort {\displaystyle {\vec {X}}} war. Die Zahlen X1,2,3 ∈ ℝ sind die Koordinaten des Vektors {\displaystyle {\vec {X}}}, x1,2,3 ∈ ℝ die des Vektors {\displaystyle {\vec {x}}} und beide sind auf die Standardbasis ê1,2,3 des dreidimensionalen euklidischen Vektorraums 𝕍3 bezogen. Bei reiner Expansion oder Kompression ohne Rotation gibt es ein Zentrum der Expansion {\displaystyle {\vec {o}}\in \mathbb {V} ^{3}} und einen Streckfaktor λ ∈ ℝ, sodass
{\displaystyle {\vec {x}}={\vec {\chi }}({\vec {X}},t)=\lambda \left({\vec {X}}-{\vec {o}}\right)+{\vec {o}}}
für alle Partikel gilt, siehe Abb. 2. Bildung des Gradienten nach den materiellen Koordinaten X1,2,3 liefert den Deformationsgradient
{\displaystyle {\begin{aligned}\mathbf {F} :=&\operatorname {GRAD} ({\vec {\chi }}):=\sum _{i,j=1}^{3}{\frac {\mathrm {d} \chi _{i}}{{\mathrm {d} X}_{j}}}{\vec {e}}_{i}\otimes {\vec {e}}_{j}=\sum _{i,j=1}^{3}{\frac {\mathrm {d} }{\mathrm {d} X_{j}}}[\lambda (X_{i}-o_{i})+o_{i}]{\vec {e}}_{i}\otimes {\vec {e}}_{j}\\=&\sum _{i,j=1}^{3}\lambda \delta _{ij}{\vec {e}}_{i}\otimes {\vec {e}}_{j}=\lambda \mathbf {1} \end{aligned}}}
der hier ein Kugeltensor ist. Das Rechenzeichen ⊗ bildet das dyadische Produkt und {\displaystyle \delta _{ij}} bezeichnet das Kronecker-Delta. Die Determinante des Deformationsgradienten ist das Volumenverhältnis vor und nach der Expansion:
{\displaystyle \operatorname {det} (\mathbf {F} )=\lambda ^{3}}.

## Inkompressibilität
Für ein inkompressibles Material ist die im vorigen Abschnitt beschriebene volumenändernde Deformation unmöglich, denn Inkompressibilität zeichnet sich durch ein konstantes Volumenverhältnis von eins aus. Mathematisch wird dies durch die Nebenbedingung
{\displaystyle \mathrm {det} (\mathbf {F} )\equiv 1}
an die Bewegungsfunktion {\displaystyle {\vec {\chi }}} ausgedrückt. Eine solche Nebenbedingung wird mit einem Lagrangeschen Multiplikator sichergestellt, der hier dem Druck {\displaystyle p} im Material entspricht. Die zugehörige Reaktionsspannung ist der Drucktensor
{\displaystyle -p\mathbf {1} },
der ein Kugeltensor ist. Beispiele für diese Beschreibungsweise finden sich in der Hyperelastizität.

## Ort im Eigenwertraum

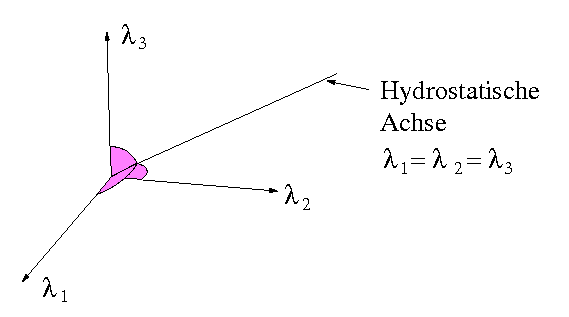
Abb. 3: Hydrostatische Achse im Eigenwertraum

Als Vielfaches des Einheitstensors hat jeder Kugeltensor drei identische Eigenwerte {\displaystyle \lambda _{1,2,3}=\lambda } die im Eigenwertraum auf der hydrostatischen Achse {\displaystyle \lambda _{1}=\lambda _{2}=\lambda _{3}} liegen, siehe Abbildung rechts. Diese Achse wird, sofern nur symmetrische Tensoren betrachtet werden, von den Kugeltensoren gebildet.

## Invarianten von Kugeltensoren
Die drei Hauptinvarianten eines Kugeltensors lauten
{\displaystyle {\begin{array}{rclcl}\mathrm {I} _{1}(\lambda \mathbf {1} )&=&\operatorname {Sp} (\lambda \mathbf {1} )&=&3\lambda \\\mathrm {I} _{2}(\lambda \mathbf {1} )&=&{\frac {1}{2}}[\operatorname {Sp} {(\lambda \mathbf {1} )}^{2}-\operatorname {Sp} (\lambda \mathbf {1} \cdot \lambda \mathbf {1} )]&=&3\lambda ^{2}\\\mathrm {I} _{3}(\lambda \mathbf {1} )&=&\operatorname {det} (\lambda \mathbf {1} )&=&\lambda ^{3}\end{array}}}
Der Betrag ist die Frobeniusnorm, die sich mit dem Frobenius-Skalarprodukt "{\displaystyle :}" zu
{\displaystyle \parallel \lambda \mathbf {1} \parallel ={\sqrt {\lambda \mathbf {1} :\lambda \mathbf {1} }}={\sqrt {\operatorname {Sp} (\lambda \mathbf {1} \cdot \lambda \mathbf {1} )}}={\sqrt {3}}|\lambda |}
berechnet.